# Florești (Mehedinți)
Florești é uma comuna romena localizada no distrito de Mehedinți, na região de Oltênia. A comuna possui uma área de 55.51 km² e sua população era de 2804 habitantes segundo o censo de 2007.